# Gjergj Meta
Mons. Gjergj Meta (* 30. dubna 1976, Drač) je albánský římskokatolický duchovní a biskup rrëshenský.

## Život
Narodil se 30. dubna 1976 v Drači.
Roku 1994 nastoupil do Arcibiskupského semináře v Bari. Teologii studoval v Regionálním semináři v Molfettě. Dne 21. dubna 2001 byl vysvěcen na kněze a inkardinován do arcidiecéze Tirana-Drač. Stal se farním vikářem konkatedrály svaté Lucie v Drači. Od následujícího roku byl farním vikářem katedrály svatého Pavla v Tiraně.
Roku 2009 získal na Papežské univerzitě Gregoriana licenciát z kanonického práva. Byl jmenován mluvčím Albánské biskupské konference. Zastával také funkci faráře farnosti svatého Jana Maria Vianney v Kamze, farním administrátorem v Gramze a Luz. Roku 2013 byl ustanoven farářem konkatedrály v Drači a děkanem Západního děkanátu. Od prosince 2016 se stal generálním vikářem arcidiecéze.
Dne 15. června 2017 jej papež František jmenoval biskupem rrëshenským. Biskupské svěcení přijal 2. září 2017. Hlavním světitelem byl arcibiskup George Frendo. Spolusvětiteli byli arcibiskup Charles John Brown a biskup Cristoforo Palmieri.